# Tim Tetreault
Timothy James Tetreault detto Tim (Hanover, 14 marzo 1970) è un ex combinatista nordico statunitense.

## Biografia
In Coppa del Mondo esordì l'11 gennaio 1992 a Breitenwang (15°) e ottenne l'unico podio l'8 marzo 1997 a Lahti (3°).
In carriera prese parte a tre edizioni dei Giochi olimpici invernali, Albertville 1992 (40° nell'individuale, 8° nella gara a squadre), Lillehammer 1994 (30° nell'individuale) e Nagano 1998 (36° nell'individuale, 10° nella gara a squadre), e a due dei Campionati mondiali (4° nella gara a squadre a Thunder Bay 1997 il miglior risultato).

## Palmarès

### Coppa del Mondo
- Miglior piazzamento in classifica generale: 13º nel 1997
- 1 podio (individuale):
  - 1 terzo posto

### Campionati statunitensi
- 2 ori (individuale nel 1992; individuale nel 1993)[1].